# 体操ザムライ
『体操ザムライ』（たいそうザムライ、TAISO SAMURAI）は、MAPPA制作による日本のテレビアニメ作品。2020年10月から12月まで、テレビ朝日系列『NUMAnimation』枠ほかにて放送された。作中では日光江戸村や、NHK杯、主人公城太郎の携帯着信音に米米CLUBの浪漫飛行が使われるなど現実にある地名や施設名、大会名、楽曲が使用されている場面がある。また、2002年から2003年を舞台としており、日曜洋画劇場などの当時放送されていたものが本編に流用されていたりもする。

## あらすじ
2002年の日本体操界。29歳の元日本代表荒垣城太郎は、怪我によって成績不振に陥り、腐らず練習を続けるも引退を勧告される。だが、様々な出会いを通して大きく運命を変えていく。

## 登場人物
荒垣 城太郎（あらがき じょうたろう）(29)
声 - 浪川大輔
本作の主人公である体操選手。四つ葉スポーツ所属。日本代表選手に選ばれるほどの指折りの実力を持ち、長髪をヘアゴムでまとめた髪型から、「サムライ」の愛称で親しまれている。鉄棒に自身の名を冠した、バーを越えながら後方かかえ込み3回宙返り懸垂「アラガキ」という技を持つ。
体操に対して常に情熱を捧げている懸命で真っ直ぐな性格である反面、やや世間知らずでピントのずれた言動が目立ち、天草や周囲を呆れさせることもある。
初のオリンピックで銅メダルを獲得、二度目のオリンピックで銀メダルを獲得した実績をもつ。大会中の転落事故で怪我を負って以来スランプから抜け出せず、今後のことを見かねた天草からの進言も相まって一時期引退することも考えていた。しかしレオナルドとの出会いを機に、玲のためにも現役を続けたいという気持ちが再燃し、引退会見の最中に引退を撤回、現役続行を宣言した。
一度は天草からクラブを勘当されるが、天草の真意を知り自身の身勝手さを謝罪。ブリトニーの鍼治療とアドバイスのおかげで肩の怪我を克服し、天草とともに一から体操をやり直す。それは若い頃の粗さを抱えたダイナミックな演技ではなく丁寧かつ高度な完成度の高い演技への転換であった。
第5話にて復帰戦としてNHK杯に出場。圧倒的な点数を叩き出す南野のプレッシャーに他の選手が精度を欠く中で落ち着いた演技を行い6位入賞を果たす。
第7話で日中合同合宿に参加。南野がリュウ・リュウショウに挑んだ体操勝負に自身も参加し、ついに「アラガキ」を完全な形で成功させるが喜びのあまりそこで演技をやめてしまう。合宿で世界との差を改めて知った天草の提案により新たなる技「アラガキ・マーク2」を作ることを決意する。
第10話にて全日本体操競技選手権大会に出場。跳馬で着地時にバランスを崩しかけるも咄嗟に片足を寄せることで踏みとどまるなど経験を活かしたベテランらしい面も見せた。全種目において完成度の高い演技を見せ予選を1位で通過する。
決勝では鉄棒以外の5種目を終えた時点で南野と0.1点差の2位だったが、南野が高難易度の手放し技を4連続で成功させ9.850という非常に高い点数を出す。そして玲に説得され会場に何とか間に合ったレオの姿を見届けた城太郎はついに最後の種目に挑む。「アラガキ」を難なく成功させ更には予定になかった新技「屈身のアラガキ」、そして練習を重ねていた世界初の4回転の降り技、後方かかえ込み4回宙返り下り「アラガキ・マーク2」を完璧に成功させ9.975を叩き出し選手権を優勝した。
レオナルド(16)
声 - 小野賢章
謎の少年。忍者に憧れており、一人称も「拙者(普段は僕)」とするなど忍者を意識した片言な日本語を話す。純真無垢で人懐っこいが、マイペースでやや世間知らずなところもある。黒いスーツを身に纏った集団に追われ、忍者ショーに紛れて日光江戸村に逃げ込んでいたところを偶然城太郎と玲と対面し、荒垣家に居候することとなる。
その正体はイギリスで活躍するバレエダンサーで、とある事情から自身の立場に嫌気がさし日本に逃げてきた。
最終話で城太郎の大会を見届ける事なく本国へ帰国しようとしたがレイから活を入れられ、会場へ赴く。大会優勝を見届けた後、本国へ帰国した。
2年後、荒垣親子がレオナルドのバレエを鑑賞したところで物語は終わる。
荒垣 玲（あらがき れい）(9)
声 - 本泉莉奈
城太郎の娘。誕生日は7月5日。小学4年生ながら亡き知世の代わりに家の炊事・洗濯もこなすしっかり者だが、周りに気を遣いすぎるあまりに一人で何でも物事を抱えてしまう傾向にある。
このため、城太郎の引退撤回騒動以降そのことでクラスメイトの男子生徒たちから揶揄われるようになったことも相談できずにいた。しかし勝手に授業参観に来たレオナルドが起こした騒動を機にクラスメイトに自らの本心を打ち明けて以降からかわれることはなくなった。
城太郎との関係は普段から良好であり、世界的に活躍をする城太郎を誇りに思っている。職業上2人で過ごせる機会が少ないため時折寂しく感じることもあるが、日中合同合宿出発前の騒動以降わだかまりが解けるようになる。
小学4年生でありながらパソコンでメールの機能を使いこなすなど2003年の人間（しかも子供）にしては機械の扱いに長けていた。
誕生日に自転車を買ってもらったが教えてもらう機会がなかったため乗ることが出来なかった。城太郎に教えてもらった後はわずか1日で乗れるようになっている。
日中合同合宿の最終日に知り合ったキティ・チャンと友人になる。合宿後に日本に遊びに来たキティの生き方に触発され母と同じ大女優になることを志す。
南野 鉄男（みなみの てつお）(17)
声 - 梶裕貴
紺色のバンダナがトレードマークの高校生体操選手。プレイスポーツ所属。トレードマークのバンダナにちなんで、マスメディアからは「バンダナ王子」の愛称で親しまれ、「日本体操界の救世主」とも持てはやされている。
口数は少なく無愛想な性格だが、体操に対しては常にストイックに臨み、城太郎の高度な得意技も会得するほどの実力を持ち合わせている。その反面、錦織たちからは、そのプライドの高さゆえの打たれ弱さが見られることを指摘されている。また、極度の方向音痴であり、日中合同合宿最終日にはレオナルドと共に道に迷ってしまう。
城太郎の引退撤回騒動を受けて突如天草の練習場に乗り込み、城太郎に引退を賭けた対決を申し込むが自身の意図しない形で彼の現役への意欲を強めさせてしまう。この対決以降体操界における城太郎の良きライバルとなる。
全日本体操競技選手権大会に出場するも集中力を欠き予選を6位で通過する。
気持ちを切り替えて臨んだ決勝で高難度の技を次々に成功させ完璧な演技で首位に立つ。最終種目の鉄棒で「コールマン」の後に「伸身トカチェフ」「トカチェフ」「屈身トカチェフ」「ギンガー」の4つの手放し技を一度も車輪を挟まずに成功させるという超絶技巧を披露。着地も「伸身新月面宙返り」を完璧に止めてみせ9.850という高得点を出しほぼ優勝を手中に収めるも、新技2つを含む難易度の高い構成を見事成功させてみせた城太郎に0.025点差で逆転され敗れる。
荒垣城太郎は南野鉄男が唯一憧れた選手であり、その完全復活にバンダナを取って涙をこぼした。
南野が着地に使う「伸身新月面宙返り」は2004年のアテネオリンピック男子団体総合決勝で日本チーム全員が降り技として採用した技である。
荒垣 マリ（あらがき マリ）
声 - 田中敦子
城太郎の母で、玲の父方の祖母。池袋でスナック・「スナックマリー」を営んでいる。ぶっきらぼうだが思いやりにあふれており、事情を察して自分のスナックに勤務することを条件としてレオナルドの同居を許している。
愛車は軽自動車だが実は改造車でターボ機能がついている。第11話では玲を空港に送り届けレオを大会に間に合わせるために高いドラテクを見せるなどの活躍をした。急いでいる状況でありながらも前を低速度で走る覆面パトカーに気付くなど鋭い洞察力も持ち合わせる。
荒垣 BB（あらがき ビッグバード）
声 - 山口勝平
荒垣家のペットの鳥。南米原産でありながら、片言の日本語を話せる。普段の食事は茹でたトウモロコシだが皿からこぼれた食べ物や食べ残しを平気で口にするなど食い意地が悪く、度々玲から叱られている。床に散らばったナゲットをつまみ食いした後にそれが鳥であることを知りショックで昏倒、病院に担ぎ込まれる事態にまでなっている。
母を亡くした幼い玲を見かねてマリが知人から貰い受けてきた。家に来た当時は小さかったが今では座った人間と同じぐらいの大きさになっている。
荒垣 知世（あらがき ともよ）
声 - 三石琴乃
城太郎の妻で玲の母親。旧姓は三船。城太郎と結婚する前は女優として人気があった。物語開始時点で既に故人となっている。
玲の前では良妻賢母として振る舞っており、彼女が全てを一人で抱え込んでしまうようになる一因となっていたが、実際には玲のいないところでは休むときは休み、城太郎との喧嘩時も手をあげるなど、常日頃から良妻賢母としての振る舞いに拘泥しなかったとされている。
天草 紀之（あまくさ のりゆき）
声 - 堀内賢雄
四つ葉スポーツに所属している城太郎の体操コーチ。城太郎たちには常に厳しく振る舞っているが、心底から選手を思っている。
娘が好きなサッカー選手であるベッカムを意識した髪型にしたり、娘が使用しているギャル文字を真似したりするなど、やや親馬鹿な一面もある。
滝沢 友樹（たきざわ ともき）
声 - 吉野裕行
城太郎と同じく「四つ葉スポーツ」に属している後輩。13年目。ノリが軽い性格だが、自分よりも若い選手や子供たちの指導役を買って出るなど、面倒見の良い一面もある。そのためかクラブの若い選手からの人気は非常に高い。同じバイト先に勤めるあゆのことを気にかけている。
城太郎と共に全日本体操競技選手権大会に出場。あゆを大会に招待しており、その期待に応えるように平行棒で高難度の技を連続で決めその時点での平行棒の最高点を叩き出す。アニメ中では描写はなかったが他種目でも安定した演技を披露していたようで1日目の予選を2位で通過。
決勝では5種目目の平行棒を全員が終えた時点で南野と城太郎に次ぐ3位の成績を残している。
あゆ(17)
声 - 水樹奈々
スナックマリーに勤めているガングロ風の少女。レオナルドが入店してからはその研修係も担当している。外見相応の軽い口調で話すが地頭は良く、時々玲の宿題を見ることもある。
中ノ森 真彦（なかのもり まさひこ）
声 - 平川大輔
プレイスポーツに所属している鉄男の体操コーチ。常に笑みを浮かべる穏やかな性格で、鉄男のことを「てっちゃん」と呼んでいる。
堂島 潤（どうじま じゅん）
声 - 石川界人
豊国会に所属している若手体操選手。『あん馬の申し子』という異名に違わず、高校時代からあん馬におけるダイナミックな演技に定評があり、去年度の全日本選手権では岡町、錦織に次ぐ3位に輝くほどの実力者。端整な容姿をしており、女性ファンが多い。
全日本選手権の予選を4位で突破。決勝では平行棒までの5種目終了時点で5位。
錦織 茂（にしきおり しげる）
声 - 小野大輔
立体大に所属している若手体操選手。方言混じりの口調で話す。つり輪において鍛え抜かれた上半身を活かした高度なパフォーマンスに定評があり、『つり輪の錦織』という異名を持つ。去年度の全日本選手権では2位に入賞している。
2003年度のNHK杯では鉄男に押されて3位に後退するも、本心ではNHK杯をあくまで1つの突破点としか見ていない彼の姿勢には反感を抱いている。
全日本選手権の予選を5位で突破。決勝では平行棒までの5種目終了時点で0.025点の僅差ではあるが6位で最下位となっている。
岡町 博（おかまち ひろし）
声 - 河西健吾
芝蘭堂大に所属している若手体操選手。種目を問わず丁寧で洗練された技を持味としており、その演技の完成度の高さから体操界では高く評価されている。去年度の全日本選手権とNHK杯の優勝者。
2003年度のNHK杯では鉄男に首位を奪われて2位に後退し、鉄男の実力を認めた一方で彼が本心ではNHK杯があくまで1つの突破点としか見ていないことを察知している。
全日本選手権の予選を3位で突破。決勝では平行棒までの5種目終了時点で4位につけている。
リュウ・リュウショウ
声 - 神谷浩史
中国代表に抜擢された経歴を持つ体操選手。高難度の技を難なくスムーズに連続で成し遂げる能力の高さから、数々の大会にて世界一の座を手にしている。日中合同合宿時も高度な技を披露し鉄男を圧倒している。
「無駄話を好まない」性格を自認するほど非常に寡黙な性格であり、常にポーカーフェイスを貫く。競技時以外では普段から眼鏡を着用している。
キティ・チャン
声 - 田中美海
リュウ・リュウショウたちと共に日中合同合宿に参加した中国人体操選手。女優時代の知世の大ファンであり、その娘であり、合宿に訪れた玲と親しくなる。日本に遊びに来て荒垣家に泊まった際にアイドルを目指していることを玲に打ち明けた。
ブリトニー
声 - 小山力也
スナックマリーの常連客であるスキンヘッドと口髭が特徴的なオネエ。本業である鍼師・整体師として優れた技能を持ち、城太郎が肩に故障を抱えていることを看破し、医学的な見地から城太郎に的確なアドバイスを送り、身体面から克服させるきっかけを作る。普段は女性的な口調だが、激昂すると荒々しい口調になることもある。

## スタッフ
- 原作 - スナックマリー[3]
- 監督 - 清水久敏[3]
- シリーズ構成 - 村越繁[3]
- キャラクターデザイン - 深川可純[3]
- プロップデザイン - 桑原幹根、横山なつき、氏家嘉宏（第7話）
- 体操監修 - 植村隆志（東海大学体育学部競技スポーツ学科准教授）
- 美術監督 - 森川裕史、甲斐政俊[3]
- 美術設定 - 赤井文尚、梶原芳郎
- 色彩設計 - 佐々木梓[3]
- 3DCGディレクター - Nat Anuntkosol
- 撮影監督 - 佐藤光洋[3]
- 編集 - 柳圭介[3]
- 音楽 - 横山克[3]
- 録音演出 - 宇出喜美
- 音楽ディレクター - 岩崎充穂
- プロデューサー - 小田桐成美、井上千尋、柳井寛史、菊池瑠梨子、木村誠、金庭こず恵
- アニメーションプロデューサー - 野田楓子
- 制作 - MAPPA[3]

## 主題歌
「上海ハニー」
荒垣城太郎（浪川大輔）、レオナルド（小野賢章）、南野鉄男（梶裕貴）によるオープニングテーマ。ORANGE RANGEによる同名楽曲のカバーとなる。作詞・作曲はORANGE RANGE、編曲は川崎智哉。
「夢?」（ゆめじゃない）
はてなによるエンディングテーマ。作詞はいしわたり淳治、作曲ははてな、編曲はHIDEYA KOJIMA。

## 各話リスト
| 話数   | サブタイトル      | 脚本       | 絵コンテ                   | 演出                                                    | 作画監督 | 総作画監督                     | 初放送日        |
| ------ | ----------------- | ---------- | -------------------------- | ------------------------------------------------------- | --- | ------------------------------ | --------------- |
| 第1話  | 引退ザムライ      | 村越繁     | 清水久敏                   | 松田清                                                  | 柴田志朗 村長由紀 冨永拓生 𠮷田正幸 | 崔ふみひで 本田敬一            | 2020年 10月11日 |
| 第2話  | どん底ザムライ    | 村越繁     | 城所聖明                   | 西畑佑紀                                                | 本多みゆき 斉藤美香 村長由紀 戸沢東 濱田悠示 柴田志朗 | 佐々木貴宏                     | 10月18日        |
| 第3話  | 決闘ザムライ      | 金田一明   | 古川順康 城所聖明 新井宣圭 | 田中千駿 城所聖明                                       | 崔ふみひで 石井百合子 藤田亜耶乃 野崎真一 𠮷田正幸 戸沢東 濱田悠示 吉岡敏幸 斎藤香織 | 深川可純 崔ふみひで            | 10月25日        |
| 第4話  | ザムライ娘。      | 安藤えりか | 森本育朗                   | まついひとゆき                                          | 本田敬一 柴田志朗 村長由紀 冨永拓生 青木里枝 劉雲劉 | 本田敬一                       | 11月1日         |
| 第5話  | 合戦ザムライ      | 金田一明   | 吉川博明                   | 藍崎灯 久保田雄大                                       | ヤン チャン 濱田悠示 岡崎洋美 斉藤美香 | 佐々木貴宏                     | 11月8日         |
| 第6話  | 親子ザムライ      | 村越繁     | 松田清                     | 後藤康徳                                                | 本多みゆき 𠮷田正幸 藤田亜耶乃 小野田貴之 松岡秀明 冨永拓生 村長由紀 柴田志朗 | 崔ふみひで                     | 11月15日        |
| 第7話  | 合宿ザムライ      | 金田一明   | 北川朋哉                   | 下司泰弘 久保田雄大                                     | 本田敬一 村長由紀 冨永拓生 柴田志朗 松岡秀明 studio massket | 本田敬一                       | 11月22日        |
| 第8話  | 特訓ザムライ      | 安藤えりか | 吉村愛                     | 大槻一恵 久保田雄大                                     | ヤン チャン 濱田悠示 岡崎洋美 斎藤美香 李少雷 | 佐々木貴宏                     | 11月29日        |
| 第9話  | ニンジャ&ザムライ | 吉村清子   | 二瓶勇一                   | まついひとゆき 久保田雄大                               | 崔ふみひで 𠮷田正幸 小野田貴之 本多みゆき 藤田亜耶乃 浅尾宏成 Um Ikhyun 七霊石 | 崔ふみひで                     | 12月6日         |
| 第10話 | 決戦ザムライ      | 金田一明   | 阿保孝雄                   | 後藤康徳                                                | 崔ふみひで 松岡秀明 冨永拓生 柴田志朗 村長由紀 七霊石 studio massket | 本田敬一 崔ふみひで 佐々木貴宏 | 12月13日        |
| 第11話 | 体操ザムライ      | 村越繁     | 宇田鋼之介                 | 清水久敏 宇田鋼之介 大槻一恵 久保田雄大 下司泰弘 吉村愛 | 𠮷田正幸 浅尾宏成 本多みゆき 藤田亜耶乃 斎藤美香 濱田悠示 青木里枝 戸沢東 柴田志朗 松岡秀明 山門郁夫 桑原幹根 村長由紀 崔ふみひで 岡崎洋美 本田敬一 冨永拓生 野崎真一 大津直 Studio BUS | 本田敬一 崔ふみひで 佐々木貴宏 | 12月20日        |

## 放送局
| 放送期間                                                                 | 放送時間                     | 放送局                                          | 対象地域 | 備考                          |
| ------------------------------------------------------------------------ | ---------------------------- | ----------------------------------------------- | -------- | ----------------------------- |
| 2020年10月11日 - 12月20日                                                | 日曜 1:30 - 2:00（土曜深夜） | テレビ朝日（製作参加） ほか系列フルネット全24局 | 日本国内 | 字幕放送 / 『NUMAnimation』枠 |
|                                                                          | 日曜 22:00 - 22:30           | テレ朝チャンネル1                               | 日本全域 | CS放送 / リピート放送あり     |
| テレビ朝日系列フルネット全24局では、放送開始前週に事前特番が放送された。 |                              |                                                 |          |                               |

| 配信開始日     | 配信時間                     | 配信サイト |
| -------------- | ---------------------------- | --- |
| 2020年10月11日 | 日曜 1:30 - 2:00（土曜深夜） | ABEMA |
| 2020年10月12日 | 月曜 12:00 更新              | dアニメストア（本店・for Prime Video） |
| 2020年10月13日 | 火曜 12:00 更新              | ニコニコチャンネル GYAO! ひかりTV バンダイチャンネル TELASA ビデオマーケット DMM.com music.jp Hulu FOD Netflix U-NEXT アニメ放題 Amazonプライム・ビデオ あにてれ |
|                | 火曜 23:30 - 水曜 0:00       | ニコニコ生放送 |

## BD / DVD
| 巻  | 発売日        | 収録話 | 規格品番     | 規格品番     |
| 巻  | 発売日        | 収録話 | BD           | DVD          |
| --- | ------------- | ------ | ------------ | ------------ |
| BOX | 2021年3月17日 | 全11話 | ANZX-14831/3 | ANZB-14831/3 |